# Aucula josioides
Aucula josioides är en fjärilsart som beskrevs av Walker 1862. Aucula josioides ingår i släktet Aucula och familjen nattflyn. Inga underarter finns listade i Catalogue of Life.